# Perry Farrell
Perry Farrell, nome artístico de Peretz Bernstein (29 de março de 1959) é um músico e compositor estadunidense, mais conhecido como o frontman da banda de rock alternativo Jane's Addiction. Farrell criou o festival Lollapalooza como uma turnê de despedida para o Jane's Addiction em 1991; desde então tornou-se um festival anual. Farrell continuou a produzir o Lollapalooza com as organizadoras William Morris Agency e C3 Presents. Farrell foi também o líder dos grupos de rock alternativo Porno for Pyros e Satellite Party. Entre 1999 e 2011, Farrell foi a única pessoa que se apresentou em todas as primeiras doze edições do Coachella Valley Music and Arts Festival, includindo como parte de Jane's Addiction e Satellite Party e tocando um set eletrônico como DJ Peretz. A reunião do Jane's Addiction na segunda edição do festival em 2001 é considerada um ponto de virada, trazendo multidões e lucros que não tinham ocorrido na edição de estreia, garantindo que o Coachella voltasse.
Seu nome artístico, que ele adotou o começo dos anos 1980 como parte da banda Psi Com, é um trocadilho com peripheral, "periférico".